# Palaminy
Palaminy – miejscowość i gmina we Francji, w regionie Oksytania, w departamencie Górna Garonna.
Według danych na rok 1990 gminę zamieszkiwały 632 osoby, a gęstość zaludnienia wynosiła 57 osób/km² (wśród 3020 gmin regionu Midi-Pyrénées Palaminy plasuje się na 502. miejscu pod względem liczby ludności, natomiast pod względem powierzchni na miejscu 1011.).